# Eyprepocnemis yunnanensis
Eyprepocnemis yunnanensis är en insektsart som beskrevs av Zheng, Z., Lian och G. Xi 1982. Eyprepocnemis yunnanensis ingår i släktet Eyprepocnemis och familjen gräshoppor. Inga underarter finns listade i Catalogue of Life.